# Aeronca L-16

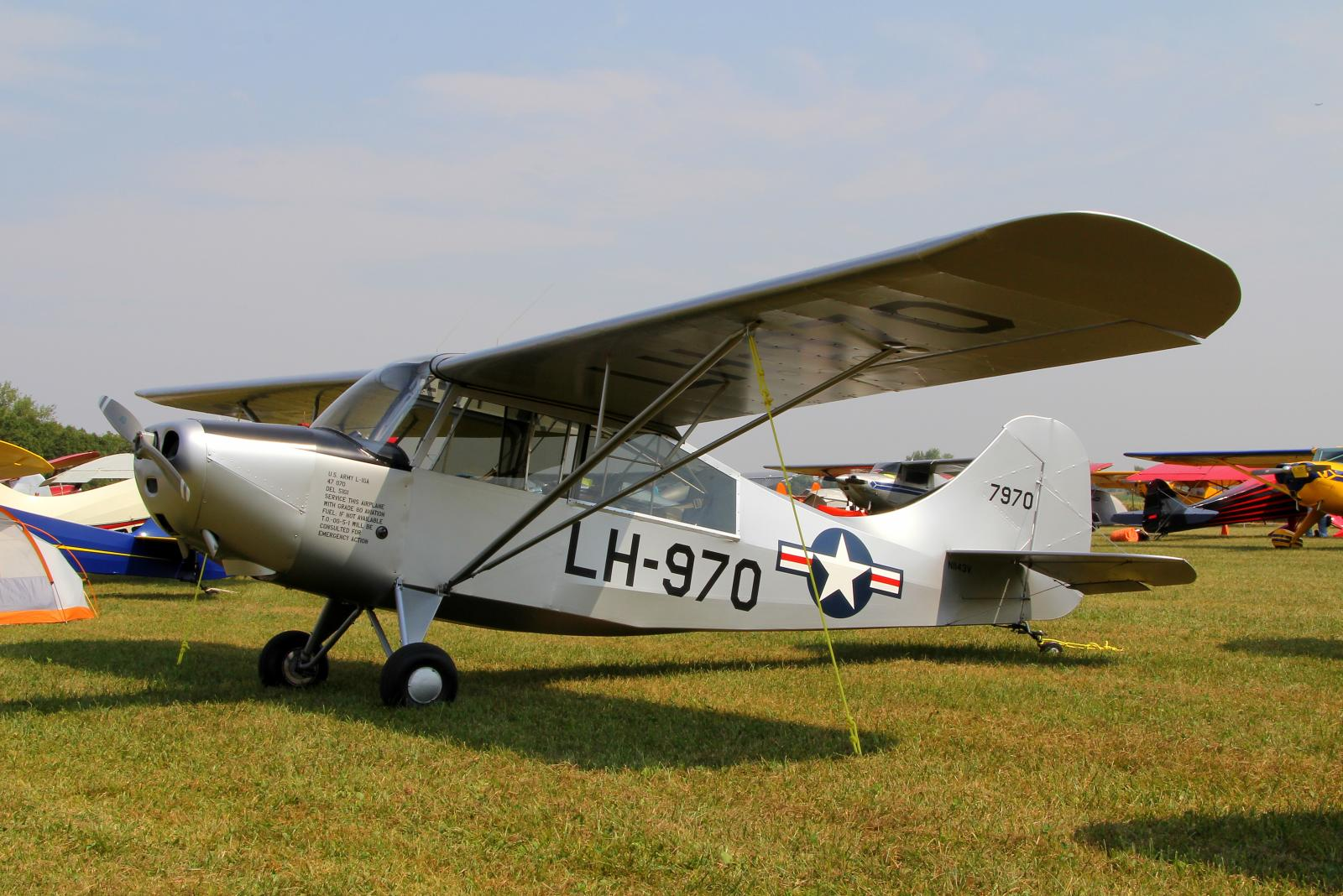
Aeronca 7BCM

Aeronca L-16 là một loại máy bay liên lạc của Lục quân Hoa Kỳ.

## Biến thể
L-16A (7BCM Champion)
L-16B (7CCM Champion)

## Quốc gia sử dụng
Hoa Kỳ
- Vệ binh quốc gia Hoa Kỳ
- Lục quân Hoa Kỳ
- Tuần tra Hàng không Dân sự

 Nhật Bản
- Lực lượng an ninh quốc gia

## Tính năng kỹ chiến thuật (L-16B)
Dữ liệu lấy từ United States Military Aircraft Since 1909
Đặc điểm tổng quát
- Kíp lái: 2
- Chiều dài: 21 ft 6 in (6,55m)
- Sải cánh: 35 ft (10,67m)
- Chiều cao: 7 ft (2,13m)
- Diện tích cánh: 170 ft² (51,82m²)
- Trọng lượng rỗng: 890lbs. (403,7 kg)
- Trọng lượng có tải: 1.450lbs. (657,71kg)
- Động cơ: 1 × Continental O-205-1, 80hp (58,84kW)

 Hiệu suất bay 
- Vận tốc cực đại: 96 kts (110mph, 177,03km/h)
- Vận tốc hành trình: 87 kts (100mph, 160,93km/h)
- Tầm bay: 304,14nm (350 mi, 563,27km)
- Trần bay: 14.500ft. (44916m)
- Vận tốc lên cao: 800 ft/phút (4,06m/s)

Trang bị vũ khí

Không